# Danlí
Danlí – miasto w Hondurasie, w departamencie El Paraíso, w gminie Danlí. W 2009 zamieszkane przez 62,1 tys. mieszkańców. Miasto stanowi ośrodek przemysłu spożywczego i maszynowego.